# Бохашвілі Євген Олександрович
Євге́н Олекса́ндрович Бохашві́лі (5 січня 1993, Дніпропетровськ, Україна) — український футболіст, нападник .

## Клубні виступи
Вихованець ДЮСШ ФК «Дніпро». Улітку 2009 року був переведений до клубної структури «Дніпра». У сезонах 2009/10 та 2010/11 грав за «Дніпро» у першості молодіжних команд. У цьому змаганні дебютував 18 липня 2009 року в матчі проти «Металурга» (Донецьк).
У січні 2011 року тренер «Дніпра» Хуанде Рамос викликав Євгена на другий тренувальний збір до Іспанії разом з головною командою клубу. Навесні 2011 року декілька разів потрапляв до заявки «Дніпра» на матчі Прем'єр-ліги, однак жодного разу у цих іграх на поле не виходив.
На початку липня 2012 року на правах оренди перейшов у «Кривбас». Проте вже в серпні «Дніпро» повернув Євгена до свого клубу. За цей час Євген провів за молодіжну команду «Кривбасу» 2 матчі і забив один м'яч. Також двічі потрапляв у заявку першої команди, але на поле так і не з'явився. Після повернення в Дніпропетровськ продовжив виступати виключно в молодіжній команді.
12 липня 2013 року разом з одноклубниками Младеном Бартуловичем та Валерієм Федорчуком на правах оренди до кінця року перейшов у львівські «Карпати». За сезон зіграв у 15 матчах чемпіонату (1 гол) і одній кубковій грі, проте виходив на поле здебільшого з лави запасних.
23 липня 2014 року стало відомо що Євген покинув львівський клуб і повернувся до Дніпропетровська. Але одразу ж через день разом з одноклубниками Русланом Бабенком та Олександром Кобахідзе був узятий в оренду «Волинню». Проте закріпитися в луцькому клубі Євген не зумів, зігравши до кінця року лише в одному матчі чемпіонаті і одній грі кубку, після чого повернувся в «Дніпро».
30 травня 2015 року Бохашвілі дебютував за першу команду «Дніпра» в останньому турі чемпіонату проти «Говерли» (0:0), вийшовши в стартовому складі і на 73 хвилині був замінений на Євгена Баланюка. Проте вже на наступний сезон 2015/16 футболіст знову був відданий в оренду «Волині».
Наприкінці лютого 2016 року став гравцем клубу «Нафтовик-Укрнафта» на умовах оренди, після завершення терміну якої повернувся до «Дніпра». 22 грудня того ж року стало відомо, що Євген залишить дніпровський клуб.
31 січня 2017 року підписав контракт на півроку з клубом «Рух» (Винники). До кінця сезону він забив 7 голів у 13 іграх Другої ліги і допоміг команді вийти до Першої ліги. Там Євген провів 8 матчів і забив 1 гол, після чого ще до закриття трансферного вікна у серпні покинув команду.
4 лютого 2018 року підписав контракт з грузинським «Торпедо» (Кутаїсі), а вже влітку перебрався у білоруський «Мінськ», де грав до кінця року. За цей час Бохашвілі провів за столичний клуб 14 ігор, в яких забив 4 голи, зробив одну гольову передачу і отримав три жовті картки.
27 березня 2017 року підписав контракт з індонезійським «ПСС Слеман». 15 травня 2019 року він забив свій перший гол за ПСС у стартовому матчі Ліги 1 проти клубу «Арема» і загалом у сезоні 2019 року провів 33 матчі у чемпіонаті, забив 16 голів та віддав 4 гольові передачі.
17 лютого 2021 року Бохашвілі переїхав до Малайзії та на правах вільного трансферу приєднався до клубу малайзійської Суперліги «Паханг» і дебютував за клуб 6 березня в грі проти «Селангора» (1:3). 16 березня Бохашвілі забив свій перший гол за клуб у ворота «Сабаха» (2:1), який так і залишився єдиним для гравця.
1 червня 2021 року Бохашвілі повернувся до Індонезії і став гравцем «Персіпури». 28 серпня Бохашвілі дебютував за нову команду в грі проти «Персіта Тангеранг» (1:2). 11 січня 2022 року Бохашвілі забив свій перший гол за «Персіпуру» в грі проти «Персії Джакарти» (2:1) і загалом за сезон забив 8 голів у 26 іграх чемпіонату.
Влітку 2022 року зіграв один матч за в'єтнамський «Намдінь», після чого став гравцем румунського «Оцелула», де грав до кінця року. За цей час форвард встиг зіграти 13 матчів у всіх турнірах. На його рахунку три голи та дві результативні передачі.
10 січня 2023 року вдруге став гравцем клубу «ПСС Слеман»

## Збірна
Із 2010 по 2012 рік залучався до складу юнацьких збірних України різних вікових категорій.
2012 року провів один матч за молодіжну збірну України до 20 років, а наступного року зіграв у чотирьох матчах за молодіжну команду U-21.

## Титули і досягнення
- Володар Суперкубка Грузії (1):

«Торпедо»: 2018